# Notiocoelotes
Notiocoelotes es un género de arañas araneomorfas pertenecientes a la familia Agelenidae. Se encuentra en Asia.

## Especies
Según The World Spider Catalog 12.0:
- Notiocoelotes laosensis Wang, Xu & Li, 2008
- Notiocoelotes lingulatus Wang, Xu & Li, 2008
- Notiocoelotes membranaceus Liu & Li, 2010
- Notiocoelotes orbiculatus Liu & Li, 2010
- Notiocoelotes palinitropus (Zhu & Wang, 1994)
- Notiocoelotes pseudolingulatus Liu & Li, 2010
- Notiocoelotes pseudovietnamensis Liu, Li & Pham, 2010
- Notiocoelotes sparus (Dankittipakul, Chami-Kranon & Wang, 2005)
- Notiocoelotes spirellus Liu & Li, 2010
- Notiocoelotes vietnamensis Wang, Xu & Li, 2008